# Serra del Sirvent
La Serra del Sirvent és una serra situada al municipi de Lles de Cerdanya a la comarca de la Baixa Cerdanya, amb una elevació màxima de 2.543,6 metres.